# Opkg
opkg（英語：Open PacKaGe management）是一款基于ipkg的轻量级包管理器，由C语言编写，使用的时候类似高级包装工具和dpkg。用于嵌入式GNU/Linux设备，并在OpenEmbedded和OpenWrt等项目中使用。
Opkg最开始由OpenMoko项目复刻自ipkg。 不久，opkg 的开发从之前的Google Code仓库转移到了Yocto計劃。
Opkg包使用.ipk扩展名。